# Ndumiso Mamba
Ndumiso C. Mamba ist ein ehemaliger Justizminister in Eswatini. Er galt als Jugendfreund des Königs Mswati III. Er war im Oktober 2008 zum Justizminister ernannt worden. Er trat im August 2010 zurück.

## Rücktritt
Mamba trat laut Mitteilung vom 5. August 2010 zurück, nachdem seine Affäre mit der zwölften Ehefrau des Königs, Mswati Nothando Dube, vom Geheimdienst des Landes aufgedeckt worden war. Das Paar wurde im Royal Villas Hotel nahe Mbabane verhaftet. Mamba versuchte, sich im Bettkasten zu verstecken. Mamba befindet sich vermutlich im Zentralgefängnis in Big Bend. Ihm werden auch ungenehmigte Reisespesen vorgeworfen.